# Ивановская, Александра (модель)
Александра Ивановская (род. 14 июня 1989, Комсомольск-на-Амуре) — российская модель, победительница национального конкурса Мисс Россия 2005 года.

## Биография
Первый конкурс красоты «Варвара-краса длинная коса» выиграла в 9 лет. Обладательница титулов «Мисс Дальний Восток» и «Вице-мисс Владивосток».
Была коронована титулом «Мисс Россия 2005» в Москве 22 декабря 2005 года. На конкурсе Александра представляла город Хабаровск и обошла 50 конкурсанток из других городов России.
После победы в конкурсе Александру Ивановскую стали путать с Ириной из Москвы, которая неоднократно снималась в порнофильмах Пьера Вудмана. Порнофильмы с участием Ирины снимались в 1993—1994 годах, когда Александре Ивановской было всего 5 лет.